# Tower (Minnesota)
Tower è un comune degli Stati Uniti d'America, situato nello Stato del Minnesota, nella contea di St. Louis.
L'abitato sorge sulla riva meridionale del lago Vermilion. Tower sorge in una caratterizzata da un clima estremamente continentale e soggetto a notevoli variazioni stagionali di temperatura: nel febbraio 1996 venne raggiunta una temperatura minima di -51 °C (-60 °F), che rappresenta la temperatura più bassa per lo Stato del Minnesota e una delle più basse di tutti gli Stati Uniti.